# Саліхово (Янаульський район)
Салі́хово (рос. Салихово, башк. Сәлих) — село у складі Янаульського району Башкортостану, Росія. Входить до складу Ямадинської сільської ради.
Населення — 345 осіб (2010; 381 у 2002).
Національний склад:
- башкири — 86 %